# Зграда у улици Краља Милана 3 у Београду
Зграда у улици Краља Милана 3 у Београду подигнута је у периоду од 1926. до 1927. године. Представља непокретно културно добро као споменик културе.
Зграда у улици Краља Милана позната и као зграда Витомира Константиновића подигнута је према пројекту архитекте Богдана Несторовића, једног од најистакнутијих представника београдске међуратне архитектуре. Репрезентативно здање припада групи рентијерских зграда двојне намене. Приземље је било намењено за локале, док су првобитно пројектована четири спрата и касније дограђен пети спрат садржали луксузне, простране станове.
По својим стилским одликама, зграда припада академизованој варијанти српско-византијског стила. Примена средњовековних елемената приметна је у горњим зонама фасаде, док је приземље обликовано у академском духу.